# Orthotrichum paraguense
Orthotrichum paraguense là một loài Rêu trong họ Orthotrichaceae. Loài này được Besch. mô tả khoa học đầu tiên năm 1891.